# 吳可行
吳可行（1527年—1603年），字子言，號後菴，南直隸常州府武進縣民籍，宜興縣北渠里人，明朝政治人物。

## 生平
嘉靖二十五年（1546年）丙午科應天鄉試第二十二名舉人，三十二年（1553年）癸丑科三甲第二十九名進士。改翰林院庶吉士，三十四年（1555年）十月授檢討，四十一年（1562年）八月重錄《永樂大典》時充分校官，十月被刑科左給事中丘橓論劾浮競，吏部以吳可行才識可用，覆請留用，四十五年（1566年）九月再被論劾，降二級調外任。隆慶元年（1567年）四月以重錄《永樂大典》有功，以原職致仕。萬曆三十一年（1603年）卒。

## 家族
曾祖吳昊；祖父吳禮，封南京戶部主事；父吳性，尚寶司丞。前母杜氏（贈安人）；母段氏（封安人）。弟吳中行、吳尚行、吳同行。